# Бинг, Джулиан
Джулиан Гедуорт Джордж Бинг, 1-й виконт Вими (англ. Julian Hedworth George Byng, 1st Viscount Byng of Vimy; 11 сентября 1862 — 6 июня 1935) — британский военачальник, фельдмаршал (1932).

## Биография
Из старинного аристократического рода, внук фельдмаршала Джона Бинга и сын члена Палаты лордов Парламента Великобритании. Род был небогатым, а кроме Джулиана в семье было ещё 12 братьев и сестёр, поэтому отец не мог материально обеспечить ему военную карьеру в элитных войсках, достойных его рода. Джулиан окончил (по его собственному признанию — «с немалым трудом») привилегированный Итонский колледж и выбрал военную карьеру. По недостатку средств, он в 1879 году поступил на службу не в Британскую армию, а в милиционный Полк Королевских стрелков.

## Начало военной службы
Однако через несколько лет, в 1883 году, знакомство отца с Эдуардом, Принцем Уэльским (будущий король Великобритании Эдуард VII) помогло отцу добиться перевода сына в 10-й Королевский гусарский полк. Через три месяца полк был отправлен в Британскую Индию. В 1884 году принимал участие в колониальной экспедиции английских войск в Судан для подавления восстания Махди. Несмотря на два выигранных полевых сражения, экспедиция окончилась провалом из-за развёрнутой восставшими партизанской войны. В 1885 году полк вернулся в метрополию и размещён в Алдершотском военном лагере. С 1886 года был полковым адъютантом. С 1891 года служил с полком в Ирландии, в 1894 году окончил штабной колледж в Кэмберли и назначен командиром эскадрона. С 1897 года — адъютант кавалерийской бригады в Алдершоте.
С 1899 года участвовал в англо-бурской войне, где сумел отличиться. Там Бинг сформировал полк легкой кавалерии из местных колонистов, во главе которого участвовал в снятии осады с Ледисмита и в последующих боевых действиях. За войну был награждён орденом, получил внеочередное воинское звание и пять раз упомянут в опубликованных в прессе приказах о наиболее отличившихся офицерах. С учётом этих отличий, а также того факта, что его давний покровитель Принц Уэльский стал королём Великобритании, карьера Бинга стала стремительно развиваться. В 1902 году Бинг назначен командиром своего 10-го Королевского гусарского полка, который к тому времени вновь нёс службу в Британской Индии. С 1904 года — начальник кавалерийской школы. С 1905 года командовал кавалерийскими бригадами: 2-й в Кентербери и 1-й в Алдершоте (с 1906).
С 1910 года командовал Восточно-Английской территориальной дивизией. С 1912 года — командующий британскими войсками в формально независимом, а фактически оккупированном англичанами Египте.

## Первая мировая война
После начала Первой мировой войны в октябре 1914 года отозван в Англию. Назначен командиром 3-й кавалерийской дивизии, направлен во Францию и воевал в составе Британских экспедиционных сил. Участвовал в Фландрском сражении. В мае 1915 года был назначен командиром отдельного кавалерийского корпуса.
В августе того же года Бинг был направлен на Галлипольский полуостров и назначен командиром 9-го британского армейского корпуса, во главе которого участвовал в Дарданелльской операции. Когда эта авантюристическая операция была признана неудавшейся, Бинг произвел эвакуацию своих войск с полуострова в декабре 1915 года. Вернулся на Западный фронт и в феврале 1916 года назначен командиром 17-го армейского корпуса. С мая 1916 года командовал Канадским корпусом. На этом посту в апреле 1917 года он одержал победу в битве при Вими. С учётом того, что на остальных участках фронта наступление провалилось, действия Бинга были оценены очень высоко и в июне он назначается командующим 3-й британской армией, которой командовал до конца войны.
В ноябре-декабре 1916 года армия Бинга провела наступательную операцию при Камбре. Здесь Бинг отказался от предварительной артиллерийской подготовки, а для достижения успеха предпринял первую в истории массированную танковую атаку. На фронте в 15 километров одновременно двинулись в атаку 360 танков, которые прорвали линии германской обороны (всего в операции участвовало 476 танков). Однако Бинг запоздал с вводом в прорыв кавалерийского корпуса и немцы сумели остановить его продвижение на новых рубежах и потеснить британские войска. Тем не менее, операция у Камбре оказала огромное влияние на ход войны и на развитие военной науки.
В Весеннем наступлении 1918 года на 3-ю армию Бинга и соседнюю 5-ю армию Гофа пришелся главный удар германских войск. Но если 5-я армия была разбита, то 3-я армия оказала упорное сопротивление, обескровив наступавшие ударные группировки и сыграв большую роль в провале германского наступления. В Амьенской операции, действуя на вспомогательном направлении, сумел самостоятельно прорвать германскую оборону и способствовал успеху операции. Успешно действовала армия Бинга и на последнем маневренном этапе войны (Стодневное наступление).
Бинг считается одним из лучших британских командующих Первой мировой войны. Особенно подчеркивается, что он добился выдающихся успехов на Западном фронте против самого сильного противника — германской армии, тогда как другие известные британские военачальники прославились на второстепенных театрах войны.

## В отставке
После войны до 1919 года оставался в Германии. В ноябре 1919 года отказался от предложенного ему поста Главнокомандующего Южным командованием и вышел в отставку. Учитывая высокий авторитет Бинга в Канаде среди ветеранов Первой мировой войны, в июне 1921 года он был назначен Генерал-губернатором Канады и занимал этот пост до августа 1926 года. Вернувшись в Англию, в политической жизни активного участия не принимал. С 1928 по 1931 годы был комиссаром Лондонской полиции. В октябре 1932 года произведён в чин фельдмаршала. Занимал десятки почётных постов, званий и должностей. В 1919 году удостоен титула барона Бинга Вими, в 1926 году — титула 1-го виконта Бинга Вими.
Имя Бинга носят город в штате Оклахома, США, а в различных городах Канады — парки, улицы и четыре школы.

## Воинские звания
- 12 декабря 1879 — второй лейтенант
- 23 апреля 1881 — лейтенант
- январь 1889 — капитан
- август 1897 — майор
- 10 октября 1902 — подполковник (лейтенант-полковник)
- 11 мая 1905 — полковник
- 1 апреля 1909 — генерал-майор
- май 1916 — генерал-лейтенант
- 24 ноября 1917 — генерал
- 11 октября 1932 — фельдмаршал

## Награды

### Британские награды
- Рыцарь Большого Креста ордена Бани (GCB, 1919)
- Рыцарь Большого Креста ордена Святого Михаила и Святого Георгия (GCMG, 1921)
- Рыцарь-командор ордена Бани (КСВ, 1916)
- Рыцарь-командор ордена Святого Михаила и Святого Георгия (KCMG, 1915)
- Кавалер ордена Бани (CB, 1906)
- Кавалер Королевского Викторианского ордена (MVO, 1902)
- Королевская медаль южно-африканской кампании (1901)
- Коронационная медаль Эдуарда VII (1902)
- Коронационная медаль Георга V (1911)
- Звезда 1914—1915 (1918)
- Британская военная медаль (1919)
- Викторианская медаль (1919)
- Памятная медаль 25-летия правления Георга V (1935)

### Иностранные награды
- Кавалер Большого Креста ордена Почётного Легиона (Франция, 1919)
- Кавалер Большого Креста ордена Белого орла (Сербия, 1919)
- Армейская медаль за выдающуюся службу (США, 1919)
- Два Военных Креста 1914—1918 (Франция, 1918, 1919)